# Pleudaniel

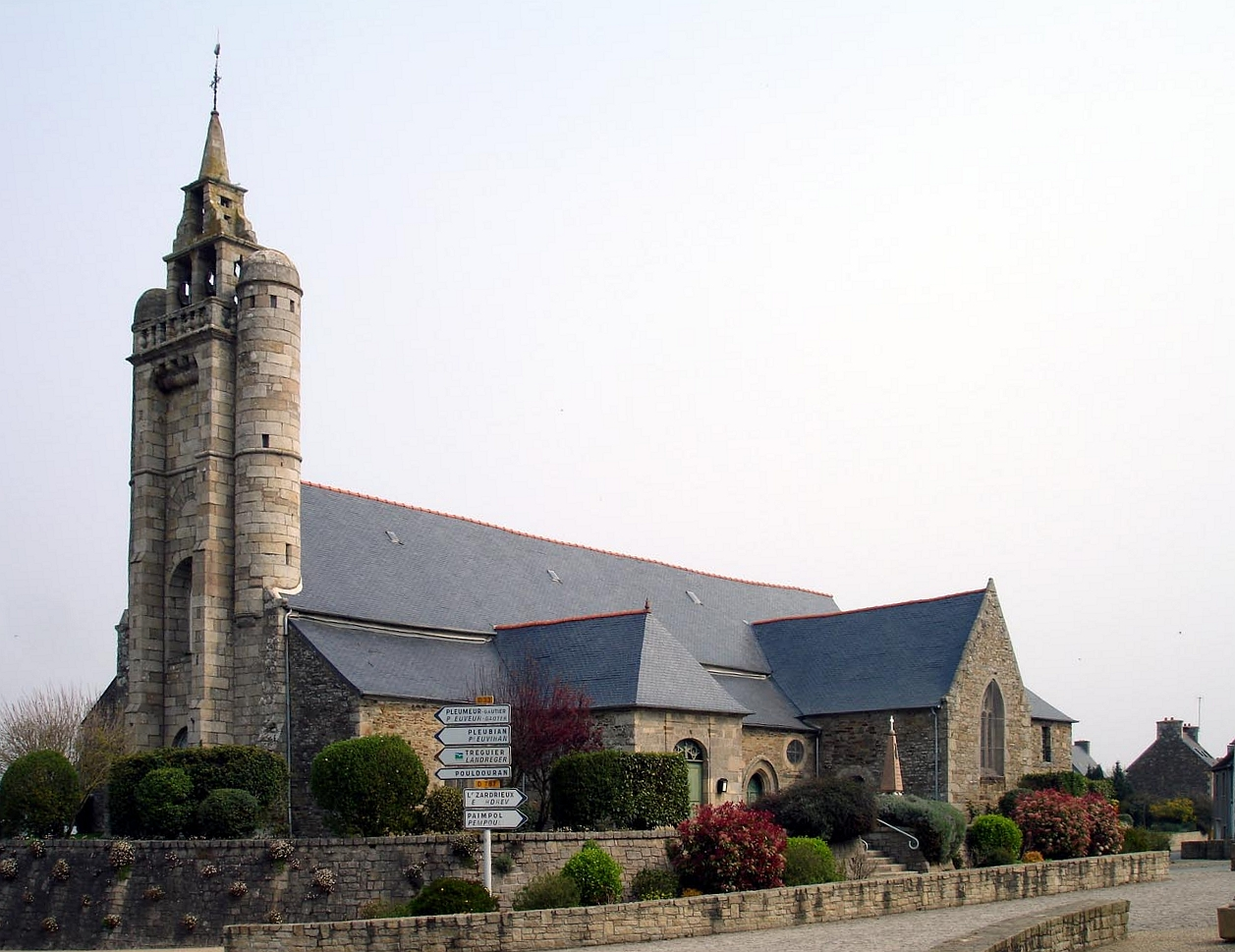
La iglesia de Pleudaniel.

 Pleudaniel  (en bretón Planiel) es una población y comuna francesa, situada en la región de Bretaña, departamento de Côtes-d'Armor, en el distrito de Lannion y cantón de Lézardrieux.

## Demografía
| 2 026 | 2 097 | 2 051 | 2 268 | 2 449 | 2 338 | 2 505 | 2 504 | 2 486 | 2 573 | 2 536 | 2 607 | 2 525 | 2 344 | 2 205 | 2 101 | 2 201 | 2 125 | 2 068 | 2 089 | 2 014 | 1 907 | 1 662 | 1 575 | 1 417 | 1 449 | 1 243 | 1 183 | 973 | 947 | 936 | 996 | 994 |
| Para los censos de 1962 a 1999 la población legal corresponde a la población sin duplicidades (Fuente: INSEE [Consultar]) |       |       |       |       |       |       |       |       |       |       |       |       |       |       |       |       |       |       |       |       |       |       |       |       |       |       |       |     |     |     |     |     |